# Щілина Кассіні

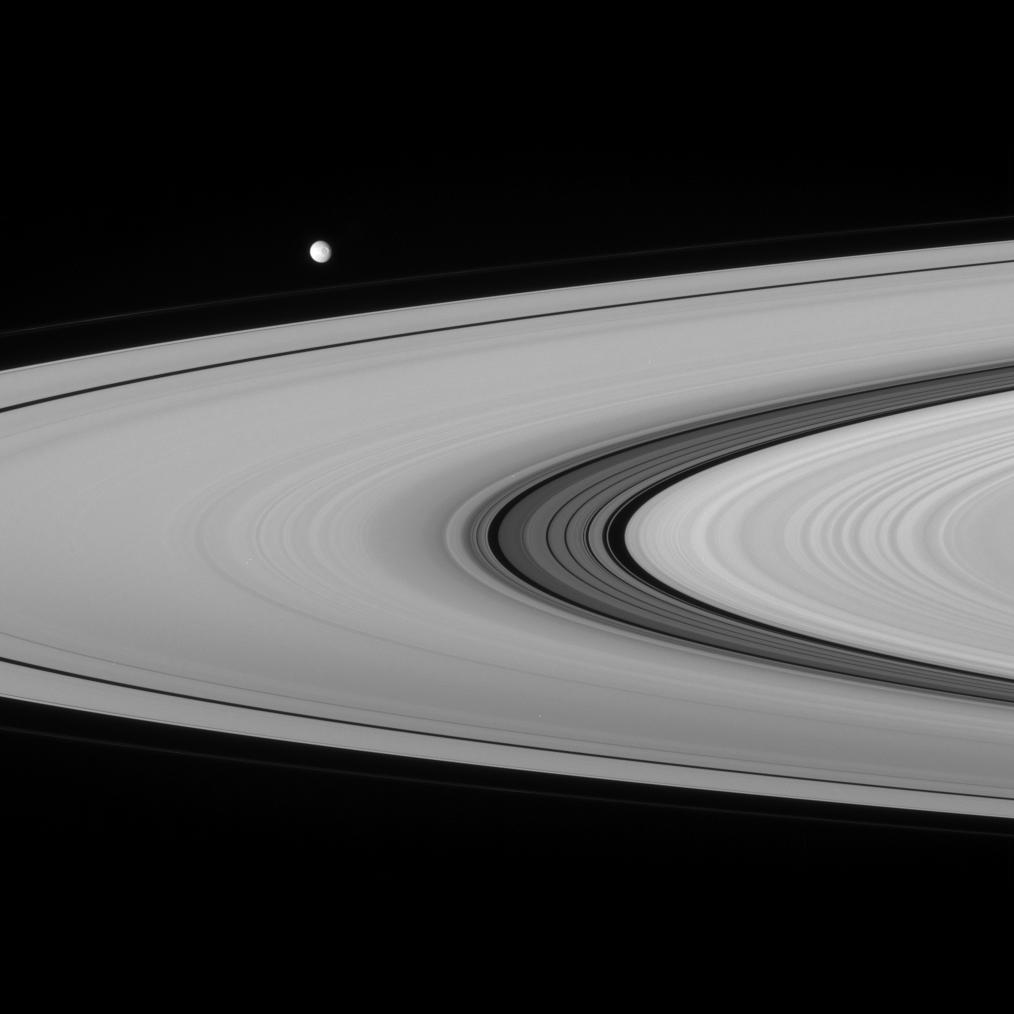
Щілина Кассіні, знімок із зонда «Кассіні». Точно по центру — щілина Лапласа, трохи правіше (безпосередньо перед кільцем B) — щілина Гюйгенса.

Щілина Кассіні (інша назва — поділ Кассіні) — проміжок між зовнішніми кільцями Сатурна (кільцями A і B) шириною близько 4500 км. Відкрита в 1675 році італійським і французьким астрономом Джованні Домініко Кассіні.

## Характеристики
Для спостерігача із Землі щілина Кассіні виглядає як тонка темна щілина між кільцями. Однак детальні знімки АМС «Вояджер» і «Кассіні» дали змогу зробити висновок, що вона не порожня, а також є своєрідним кільцем, яке, утім, відрізняється від інших за складом і щільністю. Матеріал усередині неї нагадує собою за кольором та оптичною товщиною матеріал кільця С. Усередині неї рухаються частинки розміром у середньому 8 м.
Щілина Кассіні сформувалася внаслідок орбітального резонансу 2:1 із супутником Мімасом, через який орбіти частинок, розташовані в цій області, викривляються, прагнучи покинути її.
У щілини Кассіні спостерігаються справжні проміжки практично порожнього простору, як-от щілина Гюйгенса (на внутрішній межі) і щілина Лапласа, що містять у собі малі тонкі кільця.

## У мистецтві
- В оповіданні Станіслава Лема «Дізнання» (1968), а також у знятому по ньому фільмі (1978) до Сатурна вирушає космічний корабель, щоб запустити дослідний зонд у щілину Кассіні, яка в ті роки помилково вважалася порожньою і шириною 500 км. Сюжет включає епізод із ризикованим прольотом самого корабля через щілину[7].
- У романі Айзека Азімова «Лакі Старр і кільця Сатурна» агент Ради Науки Девід Старр та його супутники на космічному кораблі «Метеор» проходять через щілину, рятуючись від кораблів космічних сил Сиріуса, які їх переслідують.
- «The Cassini Division» — назва науково-фантастичного роману Кена Маклеода, що вийшов у 1998 році, що входить у цикл «Осіння революція»[8]. У романі так називається елітний військовий підрозділ[9].
- Cassini's Division[en] — назва утвореної у 2001 році індійської рок-групи[10].